# 火力支援

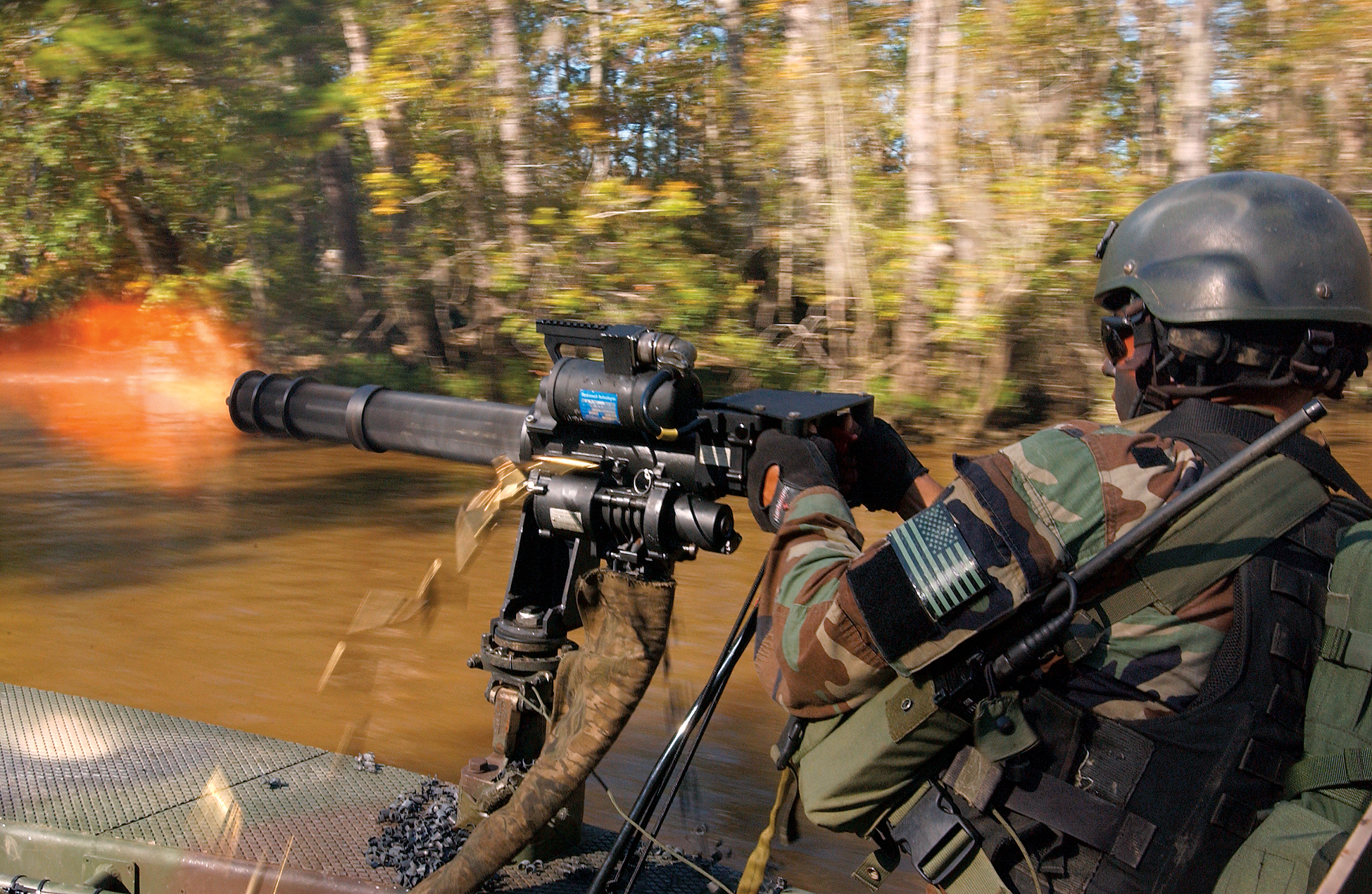
正以M134壓制敵人的美國海軍特種作戰司令部隊員

火力支援（英文：fire support）是在作戰中由并不直接在前线接触敌军的后方部队所实施的、以减轻友军进攻或防御压力为目的（例如毁伤敌军野战部队、壓制敌军防御阵地、或摧毁防御工事和重火力点等高价值设施等）的高强度战术打击。火力支援可以是直射、曲射或空袭火力，可以由陆基、空基或海基平台发射。
火力支援通常用来辅助地面部队（特别是步兵）完成作战任务，大多会使用火炮类重武器，所以也稱為炮火支援（artillery support）。但在火力组级别，火力支援也可能来自单兵操作的步兵支援武器（比如轻/中型机枪、反器材步枪、迫击炮、榴弹发射器等），以及车载重机枪、步兵炮和多管火箭炮等小型重武器。支援火炮可以是固定的炮兵阵地，也可以是移动的野战炮或自行火炮，或者是来自近海水域的舰炮，在特殊情况下也会借用坦克炮、突击炮和步兵战车机炮等装甲车辆所装备的重武器。因为支援炮火多为源自较远距离的曲射，战斗部爆炸时在其毁伤半径内有误击友军的风险，所以通常会避免在“危险临近”（danger close）的距离内使用炮火支援。
由军用飞机（武装直升机、攻击机、轰炸机或炮艇机）提供的火力支援称作密接空中支援（close air support），通常是以航弹轰炸的形式进行的空袭，但有时也会用空对地导弹进行精准打击，或在低空飞行时用机炮、航炮或火箭炮进行扫射压制。近年来，“察打一体”的战斗无人机愈发频繁的成为提供空中支援火力的平台。

## 历史
16世纪后，炮兵被广泛应用于战场，部队进攻常常首先向敌方阵地和堡垒发射大量炮弹，以摧毁敌人的防御或有生力量，压制敌人的火力，掩护己方进攻，随着工业革命和军事工业的发展，火炮在军队中地位越来越重要，火炮支援战术也逐步成熟。
一战时期，出现了最早的炮火支援战术，在凡尔登战役中，德国军队以炮兵向协约国军队阵地发射大量弹药掩护步兵推进，随着步兵冲击前进，火力逐渐向前延伸，这种战术被称作徐进弹幕射击，随后，徐进弹幕射击被各交战国普遍采用。
二战时期，交战双方都将大量火炮投入战场，以掩护坦克和步兵进攻，摧毁敌人的防御工事。这个时期的炮火支援战术有:集中射击、逐次集中射击、单层徐进弹幕射击、双层徐进弹幕射击、逐次集中射击与徐进弹幕射击相结合等，这个时期已经可以做到在坦克、步兵进攻前炮兵火力与航空兵实现有效地火力衔接。
二战结束后随着航空科技和精确制导武器的出现，航空兵在战场上的地位越来越大，但依旧无法取代炮兵火力。以海湾战争为例，尽管美军的飞机遮蔽了战场上空，但在地面军事行动展开后依旧需要大量炮兵对伊拉克阵地实施火力覆盖，这个时期的炮兵由于装备了精确制导弹药，大大提高了火力支援的效率。
现代战争中，炮火支援的火力须与炮火准备的火力紧密衔接，与航空火力支援协调一致，与攻击部队密切协同作战。

## 步骤
- 基本任务：首先压制危害最大的敌炮兵；压制和摧毁敌人工事和火力支撑点，杀伤有生目标；制止敌兵力、兵器（坦克、装甲车、自走炮）特别是预备队的机动；压制和摧毁敌人指挥中枢；支援进攻部队的战术行动及封锁敌人纵深内的交通要道、桥梁、渡口。
- 火力组成：炮火支援的火力通常包括护送射击的火力，歼灭射击的火力，对敌第二梯队、预备队拦阻射击的火力，对敌观察所和反坦克武器迷盲射击的火力以及随伴炮兵的火力。
- 射击方法：对野战阵地防御之敌进攻时，通常单独采用或混合使用移动地带射 击、逐次集中射击(单层、双层和三层)、徐进弹幕射击(单层和双层)、 集中射击和对单个目标射击等方法。
- 火力衔接：对防御之敌人进攻时，注意与进攻部队协同，随着进攻部队的推进，逐次向下一个射击地区延伸火力，直到攻击部队攻占预定地域为止。[2]